# Isotachis obtusa
Isotachis obtusa là một loài rêu thuộc họ Balantiopsidaceae. Loài này được Franz Stephani mô tả năm 1925.
Loài này có ở Venezuela và Ecuador.